# Elecciones presidenciales de Estados Unidos de 2024 en Kansas
Las elecciones presidenciales de Estados Unidos de 2024 en Kansas se llevaron a cabo el 5 de noviembre de 2024, como parte de las elecciones presidenciales de Estados Unidos de 2024. Los votantes de Kansas eligieron a los seis electores que los representarían en el Colegio Electoral mediante votación popular.
Kansas es un estado escasamente poblado de las Grandes Llanuras que no ha votado a un demócrata para presidente desde 1964, y es considerado por casi todas las principales organizaciones de noticias como un estado republicano seguro a nivel presidencial.

## Resultados

### Generales
| Partido       | Partido       | Candidato                        | Votos | %   |
| ------------- | ------------- | -------------------------------- | ----- | --- |
|               | Republicano   | Donald Trump                     |       |     |
|               | Demócrata     | Kamala Harris                    |       |     |
|               | Independiente | Robert F. Kennedy Jr. (retirado) |       |     |
|               | Libertario    | Chase Oliver                     |       |     |
| Escritos      |               |                                  |       |     |
|               |               |                                  |       |     |
| Total         | Total         | Total                            |       | 100 |
| Participación |               |                                  |       |     |
| Registrados   |               |                                  |       |     |
|               |               |                                  |       |     |
| Fuente:       |               |                                  |       |     |

### Por condado
|              | Trump Republicano | Trump Republicano | Harris Demócrata | Harris Demócrata | Total       | Margen | Margen |
| Condado      | Votos             | %                 | Votos            | %                | Total       | Votos  | %      |
| ------------ | ----------------- | ----------------- | ---------------- | ---------------- | ----------- | ------ | ------ |
| Allen        |                   |                   |                  |                  | En curso... |        |        |
| Anderson     |                   |                   |                  |                  | En curso... |        |        |
| Atchison     |                   |                   |                  |                  | En curso... |        |        |
| Barber       |                   |                   |                  |                  | En curso... |        |        |
| Barton       |                   |                   |                  |                  | En curso... |        |        |
| Bourbon      |                   |                   |                  |                  | En curso... |        |        |
| Brown        |                   |                   |                  |                  | En curso... |        |        |
| Butler       |                   |                   |                  |                  | En curso... |        |        |
| Chase        |                   |                   |                  |                  | En curso... |        |        |
| Chautauqua   |                   |                   |                  |                  | En curso... |        |        |
| Cherokee     |                   |                   |                  |                  | En curso... |        |        |
| Cheyenne     |                   |                   |                  |                  | En curso... |        |        |
| Clark        |                   |                   |                  |                  | En curso... |        |        |
| Clay         |                   |                   |                  |                  | En curso... |        |        |
| Cloud        |                   |                   |                  |                  | En curso... |        |        |
| Coffey       |                   |                   |                  |                  | En curso... |        |        |
| Comanche     |                   |                   |                  |                  | En curso... |        |        |
| Cowley       |                   |                   |                  |                  | En curso... |        |        |
| Crawford     |                   |                   |                  |                  | En curso... |        |        |
| Decatur      |                   |                   |                  |                  | En curso... |        |        |
| Dickinson    |                   |                   |                  |                  | En curso... |        |        |
| Doniphan     |                   |                   |                  |                  | En curso... |        |        |
| Douglas      |                   |                   |                  |                  | En curso... |        |        |
| Edwards      |                   |                   |                  |                  | En curso... |        |        |
| Elk          |                   |                   |                  |                  | En curso... |        |        |
| Ellis        |                   |                   |                  |                  | En curso... |        |        |
| Ellsworth    |                   |                   |                  |                  | En curso... |        |        |
| Finney       |                   |                   |                  |                  | En curso... |        |        |
| Ford         |                   |                   |                  |                  | En curso... |        |        |
| Franklin     |                   |                   |                  |                  | En curso... |        |        |
| Geary        |                   |                   |                  |                  | En curso... |        |        |
| Gove         |                   |                   |                  |                  | En curso... |        |        |
| Graham       |                   |                   |                  |                  | En curso... |        |        |
| Grant        |                   |                   |                  |                  | En curso... |        |        |
| Gray         |                   |                   |                  |                  | En curso... |        |        |
| Greeley      |                   |                   |                  |                  | En curso... |        |        |
| Greenwood    |                   |                   |                  |                  | En curso... |        |        |
| Hamilton     |                   |                   |                  |                  | En curso... |        |        |
| Harper       |                   |                   |                  |                  | En curso... |        |        |
| Harvey       |                   |                   |                  |                  | En curso... |        |        |
| Haskell      |                   |                   |                  |                  | En curso... |        |        |
| Hodgeman     |                   |                   |                  |                  | En curso... |        |        |
| Jackson      |                   |                   |                  |                  | En curso... |        |        |
| Jefferson    |                   |                   |                  |                  | En curso... |        |        |
| Jewell       |                   |                   |                  |                  | En curso... |        |        |
| Johnson      |                   |                   |                  |                  | En curso... |        |        |
| Kearny       |                   |                   |                  |                  | En curso... |        |        |
| Kingman      |                   |                   |                  |                  | En curso... |        |        |
| Kiowa        |                   |                   |                  |                  | En curso... |        |        |
| Labette      |                   |                   |                  |                  | En curso... |        |        |
| Lane         |                   |                   |                  |                  | En curso... |        |        |
| Leavenworth  |                   |                   |                  |                  | En curso... |        |        |
| Lincoln      |                   |                   |                  |                  | En curso... |        |        |
| Linn         |                   |                   |                  |                  | En curso... |        |        |
| Logan        |                   |                   |                  |                  | En curso... |        |        |
| Lyon         |                   |                   |                  |                  | En curso... |        |        |
| Marion       |                   |                   |                  |                  | En curso... |        |        |
| Marshall     |                   |                   |                  |                  | En curso... |        |        |
| McPherson    |                   |                   |                  |                  | En curso... |        |        |
| Meade        |                   |                   |                  |                  | En curso... |        |        |
| Miami        |                   |                   |                  |                  | En curso... |        |        |
| Mitchell     |                   |                   |                  |                  | En curso... |        |        |
| Montgomery   |                   |                   |                  |                  | En curso... |        |        |
| Morris       |                   |                   |                  |                  | En curso... |        |        |
| Morton       |                   |                   |                  |                  | En curso... |        |        |
| Nemaha       |                   |                   |                  |                  | En curso... |        |        |
| Neosho       |                   |                   |                  |                  | En curso... |        |        |
| Ness         |                   |                   |                  |                  | En curso... |        |        |
| Norton       |                   |                   |                  |                  | En curso... |        |        |
| Osage        |                   |                   |                  |                  | En curso... |        |        |
| Osborne      |                   |                   |                  |                  | En curso... |        |        |
| Ottawa       |                   |                   |                  |                  | En curso... |        |        |
| Pawnee       |                   |                   |                  |                  | En curso... |        |        |
| Phillips     |                   |                   |                  |                  | En curso... |        |        |
| Pottawatomie |                   |                   |                  |                  | En curso... |        |        |
| Pratt        |                   |                   |                  |                  | En curso... |        |        |
| Rawlins      |                   |                   |                  |                  | En curso... |        |        |
| Reno         |                   |                   |                  |                  | En curso... |        |        |
| Republic     |                   |                   |                  |                  | En curso... |        |        |
| Rice         |                   |                   |                  |                  | En curso... |        |        |
| Riley        |                   |                   |                  |                  | En curso... |        |        |
| Rooks        |                   |                   |                  |                  | En curso... |        |        |
| Rush         |                   |                   |                  |                  | En curso... |        |        |
| Russell      |                   |                   |                  |                  | En curso... |        |        |
| Saline       |                   |                   |                  |                  | En curso... |        |        |
| Scott        |                   |                   |                  |                  | En curso... |        |        |
| Sedgwick     |                   |                   |                  |                  | En curso... |        |        |
| Seward       |                   |                   |                  |                  | En curso... |        |        |
| Shawnee      |                   |                   |                  |                  | En curso... |        |        |
| Sheridan     |                   |                   |                  |                  | En curso... |        |        |
| Sherman      |                   |                   |                  |                  | En curso... |        |        |
| Smith        |                   |                   |                  |                  | En curso... |        |        |
| Stafford     |                   |                   |                  |                  | En curso... |        |        |
| Stanton      |                   |                   |                  |                  | En curso... |        |        |
| Stevens      |                   |                   |                  |                  | En curso... |        |        |
| Sumner       |                   |                   |                  |                  | En curso... |        |        |
| Thomas       |                   |                   |                  |                  | En curso... |        |        |
| Trego        |                   |                   |                  |                  | En curso... |        |        |
| Wabaunsee    |                   |                   |                  |                  | En curso... |        |        |
| Wallace      |                   |                   |                  |                  | En curso... |        |        |
| Washington   |                   |                   |                  |                  | En curso... |        |        |
| Wichita      |                   |                   |                  |                  | En curso... |        |        |
| Wilson       |                   |                   |                  |                  | En curso... |        |        |
| Woodson      |                   |                   |                  |                  | En curso... |        |        |
| Wyandotte    |                   |                   |                  |                  | En curso... |        |        |